# Seria Majipoor
Seria Majipoor este o serie de romane și povestiri scrise de Robert Silverberg, care a căror acțiune are loc pe planeta Majipoor. Seria este o combinație de elemente science fiction și fantasy. Lucrările seriei sunt prezentate în continuare, în ordinea apariției, cu anul primei publicări în paranteze: 
- "The Book of Changes" (nuvelă, 2003)
- Sorcerers of Majipoor (1997)
- Lord Prestimion (1999)
- King of Dreams (2000)
- "The Sorcerer's Apprentice" ('povestire,' 2004)[1]
- Lord Valentine's Castle (Castelul lordului Valentin, 1980)
  - câștigător al premiului Locus, 1981[2]
  - nominalizare la Premiul Hugo, 1981[2]
- Majipoor Chronicles (colecție de povestiri, 1982)
- Valentine Pontifex (1983)
- "The Seventh Shrine" (nuvelă, 1998)
- The Mountains of Majipoor (1995)

Notă: Lucrările scrise cu text cursiv sunt romane.

## Majipoor
Planeta Majipoor este uriașă. Are trei continente imense, cu oceane nemăsurate și cu Insula Somnului. Planeta este locuită de oameni,  Ghayrogs, Skandars, Vroons, Liimen, Hjorts și alte rase extraterestre. Agricultura este ocupația principală. Tehnologia este rară, dar există animalele (numite "monturi") care au fost create genetic în trecutul îndepărtat al planetei. 

## Refeințe
1. ↑  „copie arhivă”. Arhivat din original la 29 noiembrie 2011. Accesat în 27 noiembrie 2011.
2. 1 2  „1981 Award Winners & Nominees”. Worlds Without End. Accesat în 11 iulie 2009.
3. ↑  Ștefan Ghidoveanu - Bibliografii - Robert Silverberg, în revista Nautilus - revistă de literatură și artă SF. Nr. 1/1992, pag 3-6